# سميلتين
سميلتين (بالإنجليزية: Smiltene)‏ هي منطقة سكنية تقع في لاتفيا في بلدية سميلتين. يقدر عدد سكانها بـ 5,880 نسمة ومساحتها 7.8 كم2 وترتفع عن سطح البحر 153 متر.